# Experimento ganzfeld

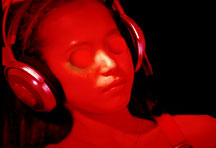
Receptor en un experimento ganzfeld mediante telepatía.

Experimento Ganzfeld (del alemán «campo homogeneizado»), es una técnica empleada en el campo de la parapsicología para probar la percepción extrasensorial de las personas. Se utiliza una estimulación sensorial parcial para producir un efecto similar al aislamiento sensorial (PES). El aislamiento de entradas sensoriales genera impresiones en el interior del individuo. En la década de 1930, Wolfang Metzger elaboró esta técnica como parte de su investigación en la Teoría Gestáltica.
Parapsicólogos como Dean Radin y Daryl J. Bem ponen de manifiesto que los experimentos ganzfeld han ofrecido resultados que se desvían de la aleatoriedad hasta un nivel estadístico significativo y que esos resultados presentan algunas de las pruebas cuantificables más fuertes de telepatía hasta día de hoy. Críticos como Susan Blackmore y Ray Hyman exponen que los resultados no son concluyentes y convocan más estudios antes de que dichos resultados se acepten científicamente.

## Contexto histórico
Los experimentos ganzfeld se encuentran entre los experimentos más recientes en el campo de la parapsicología para probar la existencia de la telepatía y factores que afectan a esta, definida por la parapsicología como «la adquisición paranormal de información concerniente a pensamientos, sentimientos o actividades de otra persona». A principios de la década de 1970, Charles Honorton investigó la percepción extrasensorial y los sueños en el Centro Médico Maimonides, pero la engorrosa naturaleza del proceso acabó frustrándole.[cita requerida]
En la búsqueda de una vía más eficaz para alcanzar el estado de aislamiento sensorial en el que se realizaban hipótesis sobre el posible funcionamiento de la percepción extrasensorial, Honorton decidió aplicar el protocolo ganzfeld.
Desde que en 1974 Charles Honorton y Sharon Harper publicaron el primer experimento completo en el Diario de la Sociedad Americana para la Investigación Psíquica (Journal of the American Society for Psychical Reserch), ganzfeld es un sostén principal de la investigación parapsicológica.

## Procedimiento experimental
En un experimento ganzfeld habitual, el receptor permanece en una habitación, relajado y sentado en una silla reclinable. Se le coloca sobre cada ojo media pelota de ping-pong y, también, lleva unos auriculares por los que se emite una especie de ruido blanco (estático). El receptor está en un leve estado de aislamiento sensorial durante media hora. En este tiempo, el emisor observa estímulos elegidos al azar e intenta enviar dicha información mentalmente al receptor.  Por otra parte, el receptor habla en voz alta durante estos treinta minutos, describiendo lo que es capaz de ver. El investigador lo graba en una cinta o lo transcribe en papel, y dicha grabación o transcripción se utiliza para ayudar al receptor durante el criterio de decisión.
En el procedimiento de decisión se saca al receptor del estado ganzfeld y se le ofrece una serie de posibles estímulos, de los que debe decidir cuál es más parecido a las imágenes que ha presenciado. Frecuentemente, hay tres señuelos junto con la copia del estímulo en sí, existiendo un 25 % de posibilidades de acertar por azar en un gran número de intentos.

## Análisis de los resultados
De los 88 experimentos ganzfeld realizados entre 1974 y 2004, se obtuvo un resultado de 1008 aciertos en 3145 intentos. En 1982, Charles Honorton presentó un artículo a la convención anual de la Asociación Parapsicológica que resumía los resultados de los experimentos ganzfeld hasta la fecha, y llegaba a la conclusión de que estos representaban indicios suficientes para demostrar la existencia de la PES. Ray Hyman, psicólogo escéptico, no compartía esa opinión. Los dos hombres, más tarde, analizaron independientemente los mismos estudios y, en 1985, ambos presentaron un metaanálisis. Honorton, al contrario que Hyman, pensó que los datos en aquellos momentos indicaban la existencia de la PES.
Las críticas de Hyman abordaban que los artículos ganzfeld no describían protocolos óptimos, ni siempre iban acompañados de análisis estadísticos apropiados. En su artículo presentó un factor psicoanalítico que dijo que ponía de manifiesto la  relación entre acierto y tres fallos, concretamente: fallos en la aleatoriedad para la elección del objetivo, en el procedimiento de decisión y documentación insuficiente. Honorton consultó a un estadístico, David Saunders, para  así examinar los factores psicoanalíticos de Hyman; y llegó a la conclusión de que el número de experimentos era demasiado pequeño para completarlo. Además, Hyman había seleccionado tres fallos de una lista de nueve, y hay 84 vías para seleccionar tres elementos de nueve.
En 1986, Hyman y Honorton publicaron un Joint Communiqué (Comunicado Conjunto), en el que coincidían en la necesidad de la reproducción exacta de los estudios antes de que se pudieran generar conclusiones finales (aunque los resultados de los experimentos ganzfeld no se debieran al azar o a informes selectivos) y de más posturas severas para los experimentos ganzfeld (conjuntamente indicaron que estas deberían serlo).
En 1993, Honorton comenzó una serie de experimentos autoganzfeld en el Laboratorio de Investigación Parapsciológica (Psychophysical Research Laboratories,PRL). Aquellos estudios se diseñaron, concretamente, para evitar los mismos problemas potenciales que los identificados en el Joint Communiqué del año 1986 impulsado por Hyman y Honorton. Ford Kross y Daryl Bem, ambos magos mentalistas profesionales (magos cuya especialidad es la estimulación de los efectos de la PES), examinaron los planes experimentales de Honorton. Además de la consecuente aleatoriedad con las especificaciones del comunicado y el control electrónico de los principales elementos de cada prueba, aquellos experimentos autoganzfeld situaban al receptor en una habitación insonorizada y eléctricamente aislada.
Las pruebas continuaron hasta septiembre de 1989. De las 354 pruebas, 122 produjeron aciertos claros; esto es un 34% de aciertos, y es similar estadísticamente al 37% de los metaanálisis de 1985 (el 25% es por azar). El 34% es significativo en cuanto a estadística se refiere, con una Z de Stouffer de 3.89, lo que significa que existe una posibilidad de entre 45.000 por azar de que se observe un índice de aciertos de al menos un 34% en el experimento (cuando la verdadera probabilidad de acierto debería ser un 25%).
En lo que se refiere a estos resultados, Hyman escribió que el veredicto final de si la PES puede ser demostrada en ganzfeld, aguardaba los resultados de futuros experimentos dirigidos por otros investigadores independientes. 
Para comprobar si otros experimentos, posteriores a los del Joint Communiqué, habían sido tan exitosos como los fallos del PRL, Julie Milton y Richard Wiseman realizaron un metaanálisis de experimentos ganzfeld en otros laboratorios. No encontraron efectos de la PES, emplearon una base de datos de 30 experimentos con una Z de Stouffer igual a 0.70 no significativa. Se criticó este metaanálisis por incluir todos los experimentos ganzfeld, sin tener en cuenta los métodos empleados. Algunos parapsicólogos consideraron que determinados investigadores utilizaron protocolos que no formaban parte de los estándares ganzfeld establecidos, así como el empleo de estímulos musicales (los experimentos ganzfeld tradicionales emplean estímulos visuales). Eran aquellos experimentos los que no respondían a resultados significativos. Daryl Bem, John Palmer y Richard Broughton  dirigieron un segundo metaanálisis en el que los experimentos se clasificaban según el modo de adhesión a una descripción ya existente del procedimiento ganzfeld. Además, se publicaron diez experimentos desde la fecha en que se presentó a Milton y Wiseman. Más tarde, los resultados fueron de nuevo significativos con una Z de Stouffer de 2.59.
En 1995, los artículos analizaban alguno de los retos, deficiencias y éxitos del laboratorio moderno de parapsicología.

Obviamente, no creo que las investigaciones contemporáneas de parapsicología, [...] justifiquen que se hayan probado los fenómenos mentales. [...] Las pruebas de la presencia de cogniciones anómalas se deben basar en una teoría positiva que nos diga cuando se debe o no presentar las percepción extrasenorial [...]. Quiero exponer que creo que tanto los experimentos SAIC como los experimentos ganzfeld ofrecen complejidades metodológicas estadísticas superiores a la investigación parapsicológica previa. A pesar de mejores controles y cuidados, se emplean deducciones estadísticas, y los investigadores parecen estar consiguiendo resultados significativos que no aparecen para obtenerse de los fallos más obvios de las investigaciones previas.
Ray Hyman, Diario de Parapsicología (The Journal of Parapsychology), Diciembre de 1995

## Crítica
Existen varias críticas comunes a alguno o a todos los experimentos ganzfeld:
Aislamiento.– Richard Wiseman y otros críticos sostienen que no todos los estudios empleaban habitaciones insonorizadas, por lo que es posible que cuando se reproducen los vídeos, el investigador (o incluso el receptor) podría haberlos escuchado y, más tarde, inducir involuntariamente al individuo a dar la respuesta correcta. Sin embargo, Dean Radin sostiene que los estudios ganzfeld que utilizaron habitaciones insonorizadas tuvieron un número similar de «aciertos» con respecto a los que no.
Aleatoriedad.– Cuando se dan temas a elegir de entre una variedad, existe una tendencia inherente a elegir el primero que muestran. Si el orden en el que se muestran es aleatorio, se calculará está tendencia a elegir el primero mostrado. De modo satisfactorio, se criticaron los procedimientos de aleatoriedad empleados en el experimento en favor de la no aleatoriedad.
La supuesta PES.- La suposición de que ninguna desviación estadística del azar se manifiesta mediante la telepatía es de gran controversia y, a menudo[¿cuándo?], comparada con el razonamiento del Dios tapa-agujeros[cita requerida]. Estrictamente hablando, una desviación del azar sólo es un indicio de que algo es poco frecuente, suceso insólito estadísticamente sucedido por azar, o de  que algo estaba causando una desviación desde el azar. Una causa común de esto son los fallos en el diseño experimental. Así, la suposición de que debe ser telepatía es errónea; no obstante, esto no excluye que podría serlo.

## Controversia
En 1979, Susan Blackmore visitó los laboratorios de Carl Sargent en Cambridge. Descubrió irregularidades en el procedimiento y escribió sobre ellas al Diario de la Sociedad Americana para la Investigación Psíquica (Journal of the American Society for Psychical Research). 

Más tarde, salió a la luz que en la novena sesión tuvieron lugar los siguientes hechos:
1. Sargent realizó la aleatoriedad cuando no debería haberla realizado.
2. Desapareció 'B' del cajón durante la sesión y no más tarde.
3. Sargent formó parte de la decisión y puso el estímulo hacia 'B'.
4. Se produjo un error de suma en favor de 'B' y 'B' fue elegido.
5. El estímulo fue 'B' y la sesión un claro acierto.

No se publicó este artículo sobre el trabajo de Sargent hasta 1987, junto con más críticas de Adrian Parker y Nils Wiklund; pero se conocieron en los ámbitos parapsicológicos. Sargent redactó una refutación contra aquellas críticas (tampoco publicadas hasta 1987) en las que no negó que Blackmore viera lo ocurrido; pero sus conclusiones, basadas en aquellas observaciones, fueron equívocas. Tras esto, dejó de trabajar en el ámbito parapsicológico y no contestó en el tiempo oportuno cuando el Consejo de la Asociación Parapsicológica le preguntó por sus datos y los miembros de dicha organización.